# Wasserkraftwerk Barbian
Das Wasserkraftwerk Barbian, auch als Wasserkraftwerk Barbian-Waidbruck bezeichnet, ist ein Laufwasserkraftwerk in Barbian in Südtirol, das von der Wasserkraft des Eisack gespeist wird. Barbian ist das Wasserkraftwerk mit dem größten Wasserdurchfluss Südtirols.

## Lage
Das Kraftwerk liegt auf dem Gemeindegebiet von Barbian. Krafthaus, Wasserstollen und -schloss und Wehre befinden sich am rechten Flussufer des Eisack, unweit der SS 12 (Brennerstaatsstraße). Die Wasserfassung ist weiter nördlich bei Klausen in der Nähe vom Ausgang des Villnößtals. Von dort fließt das Wasser durch einen 6,75 km langen Stollen bis zum Wasserschloss oberhalb des Kraftwerkes.

## Geschichte
Der Bau des Kraftwerks durch das italienische Großunternehmen Montecatini begann 1936. Bereits zwei Jahre später wurde das Kraftwerk in Betrieb genommen. Der erzeugte Strom wurde unter anderem zur Aluminiumproduktion im Bozener Industriegebiet benötigt.
Auf der linken Seite des Kraftwerks befand sich eine aus Aluminium gefertigte Reiterstatue von Benito Mussolini, die über dem Eingang zum Zugangsstollen thronte. Die ursprüngliche Inschrift Al Genio del Fascismo (Dem Genie des Faschismus) wurde 1945 in Al Genio del lavoro italiano (Dem Genie der italienischen Arbeit) geändert. In der Nacht vom 30. auf den 31. Januar 1961 wurde die Statue während eines Anschlags des Befreiungsausschuss Südtirol fast vollständig zerstört.
Am 1. Juli 2015 kam es aufgrund eines Rohrbruchs zu einem großen Wassereinbruch in den Maschinenraum. Das Kraftwerk musste vom Netz genommen werden und das über fünf Meter hoch stehende Wasser von der Feuerwehr abgepumpt werden. Personen wurden nicht verletzt.
Das Kraftwerk wird seit Juni 2016 von Alperia Greenpower, einer Tochtergesellschaft der Alperia AG betrieben. Zuvor wurde das Kraftwerk von der SE Hydros AG betrieben.

## Technik
Die Fallhöhe ab Wasserschloss beträgt 60 m. Die Gesamtleistung des Kraftwerkes beträgt 55 MW, es sind drei Francis-Turbinen installiert. Der max. Durchfluss liegt bei 100 m³/s, damit hat es den höchsten Durchfluss aller Wasserkraftwerke in Südtirol. Das Kraftwerk wird von der Netzleitstelle Kardaun ferngesteuert.